# Eugène Walaschek
Eugène « Genia » Walaschek, né le 20 juin 1916 à Moscou et mort le 22 mars 2007 à l'âge de 90 ans, est un footballeur suisse. 

## Biographie
Walaschek porte 26 fois le maillot de l'équipe de Suisse de football entre 1937 et 1945 et dispute la phase finale de la Coupe du monde 1938. En club, il évolue avec le Servette de Genève, l'Urania Genève Sport et les Young Boys de Berne.